# Sistemism
Sistemismul este un curent filozofic care propune studiul filozofiei, psihologiei, sociologiei etc. folosind conceptele Teoriei sistemelor, care vine din domeniul științelor exacte, cu rezultate recunoscute în automatică și tehnica de calcul. Termenul în sine a fost introdus de către Mario Bunge, filozof argentinian care activează în Canada, și constă în structurarea procesului de cunoaștere în fazele: dorință, căi, mijloace, resurse, legate între ele de un sistem logic și închise într-o buclă prin percepția comparativă continuă dintre dorință și rezultat.

## Istoric
Istoricul evoluției sistemismului are două părți distincte. Prima parte este formată din "precursori", cei care au intuit procesele gnoseologice înainte de apariția Teoriei sistemelor ca ramură a științei, iar a doua parte este formată din "aplicativi", cei care au extins domeniul teoriei științifice a sistemelor de la domeniile tehnice la cele umaniste.

## Precursorii sistemismului
Primul care a legat mai multe dintre fazele cunoașterii sistemice: dorințe, căi, mijloace, resurse, sistem logic și percepție, a fost filozoful german Arthur Schopenhauer care, pornind de la idealismul transcendental al lui Immanuel Kant, a vrut să dea mai mult realism preocupărilor filozofice. În lucrarea „Lumea ca voință și reprezentare”, introduce rolul esențial al voinței care, împreună cu dorințele, ținând cont că voința înseamnă dorință plus acțiune, iar acțiune înseamnă căi plus mijloace, leagă primele trei elemente sistemice.
Friedrich Nietzsche, continuă și întărește rolul voinței, dându-i sensul și de perspectivă, în lucrarea "Libertatea voinței și destinul", de unde și denumirea unui curent filozofic, "perspectivism", creat în jurul acestei idei. Astfel, mai adaugă resursele și sistemul logic lanțului componentelor sistemice considerate de Schopenhauer. 
Părinții pragmatismului american, Charles Peirce și William James leagă, de asemenea, cele cinci elemente sistemice, fără a închide bucla prin percepția comparativă permanentă a ieșirii cu intrarea.

## Aplicativii sistemismului
- Primul dintre aceștia este Ștefan Odobleja, precursor al ciberneticii, denumită de el "Psihologia consonantistă", este părintele Teoriei sistemelor, prin cele două volume publicate în anii 1938 și 1939. El introduce pentru prima dată închiderea buclei sistemice, care oferă controlul permanent al mărimii urmărite, aplicațiile sale fiind din domeniul psihologiei.
- Norbert Wiener, recunoscut ca părintele ciberneticii, principiul de bază fiind descris în lucrarea "Cybernetics or Control and Communication in the Animal and the Machine" apărută în anul 1948, extinde spre aplicații tehnice fundamentale principiile enunțate anterior de Odobleja. Wiener a fost preocupat să lege cibernetica de alte domenii, printre care și filozofia, fiind influențat de Baruch Spinoza și Gottfried Wilhelm von Leibniz, în lucrarea „The Human Use of Human Beings - Cybernetics and Society”.
- Mario Bunge, fizician la bază, stăpânind bine teoria sistemelor, fiind preocupat și de științele umaniste, extinde aplicațiile acesteia în: filozofie, semantică, etică, ontologie, epistemologie etc.
- Nicolae Vasile, cercetător, inventator, scriitor, român, a extins aplicarea teoriei sistemelor în literatură, pentru caracterizarea personajelor în lucrarea “Sistemismul. De la Școala peripatetică la globalizare”. [1] și varianta în limba engleză, “The Systemism”. [2]

Aplicarea sistemismului în teoria cunoașterii constă în sistematizare a cunoștințelor actuale a legaturii dinamice dintre știință, religie și filozofie, în lucrarea "Sistemismul. Bazele științifice". .